# Daniele Farina
Daniele Farina (Milano, 23 settembre 1964) è un attivista e politico italiano, esponente di Sinistra Italiana e del Leoncavallo Spazio Pubblico Autogestito.

## Biografia
Si è laureato in Scienze politiche all'Università degli Studi di Milano.
Da sempre impegnato in prima linea nella difesa dei diritti, civili e sociali, è da anni uno dei promotori delle battaglie e delle attività sociali e culturali del Leoncavallo Spazio Pubblico Autogestito di Milano.
Sostenitore di politiche alternative per la sicurezza, non proibizioniste e non securitarie, è da oltre un decennio portavoce di una diversa legislazione sulle droghe ed autorevole antiproibizionista italiano.
Dal 2001 al 2006 è stato Consigliere comunale di Milano indipendente per Rifondazione Comunista.
Alle elezioni politiche del 2006 è stato eletto alla Camera dei deputati nella circoscrizione Lombardia 1 come deputato indipendente nelle liste della Sinistra Europea/Rifondazione Comunista.
L'impegno da deputato non si è mai disgiunto dalla promozione di incontri, dibattiti e momenti di confronto politico organizzati presso il Leoncavallo Spazio Pubblico Autogestito e molte altre comunità.
Ha contribuito, dal 2003, con Luigi Veronelli, Sergio Cusani, Pino Tripodi, Marc Veron e molti altri alla costituzione del progetto Critical Wine.
Compare frequentemente come firma su quotidiani nazionali ed altre pubblicazioni editoriali, interventi disponibili nella rassegna stampa del sito della Camera segnalato in calce.
La nomina di Farina a vicepresidente della commissione Giustizia è stata oggetto di polemiche in quanto condannato nel 1985 per fabbricazione, detenzione e porto abusivo di ordigni esplosivi, resistenza a pubblico ufficiale e lesioni personali gravi per gli scontri di piazza avvenuti durante una manifestazione antifascista dei collettivi universitari di Milano a seguito del comizio di Giorgio Almirante in piazza Duomo.
L'8 settembre del 2007 è stato inserito da Beppe Grillo nella lista del vaffanculo day, onorevoli wanted, in Piazza Maggiore a Bologna.
Dopo le Elezioni politiche del 2008  nelle liste de La Sinistra l'Arcobaleno non è stato rieletto in Parlamento.
A partire dal 2009, fa parte del movimento politico Sinistra Ecologia Libertà ed è coordinatore provinciale del movimento dall'ottobre 2010, forza politica che ha contribuito in forma determinante alla vittoria di Giuliano Pisapia contro Letizia Moratti come Sindaco di Milano.
Alle elezioni politiche del 2013 Farina è eletto alla Camera dei deputati  con la lista di Sinistra Ecologia Libertà nella circoscrizione Lombardia 1.
Aderisce a Sinistra Italiana, di cui fa parte della direzione nazionale. Nel 2018 è candidato alla Camera dei Deputati per Liberi e Uguali, ma non viene eletto.
Alle elezioni regionali lombarde del 2023 è candidato consigliere nella lista Alleanza Verdi e Sinistra nella circoscrizione di Milano. Otterrà 1.069 preferenze, ma non sarà eletto.

## Procedimenti giudiziari
Nella lunga stagione di lotte del movimento antagonista milanese è stato processato e condannato per fabbricazione, detenzione e porto abusivo di bottiglia molotov, resistenza a pubblico ufficiale durante la manifestazione antifascista dei collettivi universitari a Milano nel 1985 a seguito del comizio di Giorgio Almirante;  lesioni personali negli scontri tra servizi d'ordine sindacale e Leoncavallo a Milano nel 1991 e inosservanza degli ordini dell'autorità (inosservanza ordinanze di Marco Formentini, sindaco di Milano, per il concerto di Raoul Casadei e altri al Leoncavallo Spazio Pubblico autogestito - Milano 1993-1994). Farina è stato assolto in 23 altri procedimenti contro i movimenti milanesi.

## Nella cultura popolare
- Compare, col nome di "Daniele Zucchero", tra i personaggi del romanzo di Sandrone Dazieri Attenti al Gorilla.
- Compare nel cortometraggio "Il pifferaio magico " su Genova 2001 e lo Stadio Carlini.
- Compare nel Film "L'erba proibita" del 2002 diretto da Daniele Mazzocca e Cristiano Bortone.